# Wilm Hosenfeld
Wilm Hosenfeld, egentligen Wilhelm Adalbert Hosenfeld, född 2 maj 1895 i Mackenzell, Tyskland (dåvarande Tyska kejsardömet), död 13 augusti 1952 i ett sovjetiskt fångläger nära Stalingrad, Sovjetunionen, var en tysk arméofficer (kapten) under andra världskriget. Före kriget arbetade han som lärare.
Hosenfeld var under större delen av kriget stationerad i Warszawa i det av Nazityskland ockuperade Polen. När han där på nära håll bevittnade hur tyskarna behandlade de polska judarna tog han i hemlighet avstånd från nazismen och började istället hjälpa judar i Warszawa på olika sätt. I slutet av kriget hjälpte Hosenfeld flera polska judar, däribland den kände pianisten Władysław Szpilman, att gömma sig undan tyskarna samt förse dem med bland annat mat, mediciner och varma kläder.
Hosenfeld togs till fånga av ryssarna den 17 januari 1945 och deporterades till ett fångläger utanför staden Stalingrad i Sovjetunionen. Flera av de människor han hade hjälpt att överleva under sin tid i Polen, däribland Władysław Szpilman, trädde fram och försökte få honom frigiven, men ryssarna gav inte med sig. 1950 dömdes han till 25 års straffarbete av en militärdomstol i Minsk. Han tillbringade resten av sitt liv i fånglägret utanför Stalingrad och dog där den 13 augusti 1952, 57 år gammal. Detaljerna kring hans död är inte säkerställda, enligt vissa uppgifter ska han ha dött i sviterna av tortyr, enligt andra ska han ha dött av en stroke.

## Erkännanden
År 2007 hedrades Hosenfeld postumt för sina hjälpinsatser i slutet av kriget när den polske presidenten Lech Kaczyński tilldelade Hosenfeld hedersutmärkelsen Polonia Restituta med kommendörs grad. Den som nominerat honom var Andrzej Szpilman, Władysław Szpilmans son.
År 2009 förklarades Hosenfeld postumt som Rättfärdig bland folken, en utmärkelse som den israeliska staten delar ut till icke-judar som med risk för sina egna liv hjälpte eller skyddade judar undan nazitysk förföljelse och förintelsen.

## I populärkultur
I Roman Polanskis film The Pianist skildras hur Wilm Hosenfeld hjälper Władysław Szpilman att hålla sig gömd samt förser honom med kläder och mat. Filmen bygger i sin tur på Szpilmans självbiografi med samma namn. I filmen spelas Wilm Hosenfeld av Thomas Kretschmann.